# Amerikansk dvärgrördrom
Amerikansk dvärgrördrom (Botaurus exilis) är en liten häger som förekommer i både Nord- och Sydamerika.

## Utseende och läte
Amerikansk dvärgrördrom är en av världens minsta hägrar, bara något större än pygmérördrom och svartryggig dvärgrördrom.
Den mäter 28–36 centimeter i längd och 41–46 centimeter i vingbredd. De flesta amerikanska dvärgrördrommar väger mellan endast 73 och 95 gram, vilket gör arten till den till näst lättaste av alla hägrar, bara tyngre än strimryggig dvärgrördrom.
Fågelns undersida och strupe är vita med ljusbruna längsgående strimmor. Ansiktet och sidan av halsen är ljusbrun och ögonen är gula, liksom näbben. Den vuxna hanen är glansigt grönsvart på rygg och krona, medan honan är glansigt brun på dessa kroppsdelar. I flykten syns ljusbruna fält på vingarna. Tidig morgon och i skymning avger den sitt kuttrande och kluckande läte.

## Utbredning och systematik
Amerikansk dvärgrördrom förekommer i Nordamerika söderut genom Centralamerika och Västindien till norra Sydamerika. Den delas in i fem underarter med följande utbredning:
- Botaurus exilis exilis – förekommer från södra Kanada till Centralamerika och Västindien
- Botaurus exilis pullus – förekommer i nordvästra Mexiko
- Botaurus exilis erythromelas – förekommer från östra Panama till Guyanaregionen, sydöstra Brasilien och Paraguay
- Botaurus exilis bogotensis – förekommer i centrala Colombia (minskar på grund av förstörelse av livsmiljöer)
- Botaurus exilis limoncochae' – förekommer i östra Ecuador; fynd från Loreto i nordöstra Peru tros vara av denna underart
- Botaurus exilis peruvianus – förekommer i västra delen av centrala Peru

### Förekomst i Europa
Amerikansk dvärgrördrom är en mycket sällsynt gäst i Europa med nio fynd i Azorerna, ett på Island 17 september 1970 och ett 8 oktober 2019 på Irland.

### Släktestillhörighet
Tidigare placerades arten i Ixobrychus tillsammans med andra små rördrommar, men detta släkte inkluderas sedan 2024 med de större rördrommarna i Botaurus baserat på genetiska studier. Redan 1987 visade Sheldon med hjälp av DNA-DNA-hybridisering att amerikansk dvärgrördrom står närmare amerikansk rördrom snarare än de två andra Ixobrychus-arterna i studien (kanelrördrom och dvärgrördrom). I Päckert m.fl. (2014) som använde DNA-streckkodning stod amerikansk dvärgrördrom närmare de tre Botaurus-arterna i studien snarare än de övriga Ixobrychus-arterna.
Hruska m.fl. (2023), den hittills mest omfattande genetiska studien av hägrar, bekräftar systerskapet mellan amerikansk dvärgrördrom och Botaurus-rördrommarna, men också att den likaledes amerikanska arten strimryggig dvärgrördrom står närmare denna grupp än övriga dvärgrördrommar. Amerikansk dvärgrördrom och även strimryggig dvärgrördrom skulle därför kunna brytas ut i egna släkten, alternativt flyttas till Botaurus. Med tanke på amerikanska dvärgrördrommens likhet med typarten för Ixobrychus dvärgrördrommen, så pass att de tidigare har behandlats som en och samma art, anses en bättre lösning vara att inkludera alla dvärgrördrommar i Botaurus. Att så olikstora arter ryms i ett och samma släkte kan förklaras med att evolutionen i denna grupp gått relativt fort, där stora arter utvecklats snabbt ur mindre.

## Ekologi
Amerikansk dvärgrördrom är en undvikande fågel som tillbringar mycket tid i täta vassfält. Den föredrar att springa undan eller gömma sig före att flyga. Liksom andra rördrommar fryser den när den störs eller oroas, riktar näbben rakt upp och vänder sig mot hotet. Syftet tros vara att göra sig så osynlig som möjligt. Den har även observerats svaja från sida till sida för att härma vassrör som blåser i vinden.
Fågeln häckar i stora våtmarker med tät växtlighet. Boet är en väldold plattform byggd av kaveldun och annan våtmarksväxtlighet. Honan lägger fyra till fem blekblå eller gröna ägg, sällsynt två till sju. Båda föräldrarna matar ungen. Den hinner ofta lägga ytterligare en kull.
Amerikansk dvärgrördrom lever av fisk, grodor, kräftdjur och insekter som den fångar medan den klättrar genom vegetationen. 

## Status och hot
Arten har ett stort utbredningsområde och en stor population med stabil utveckling. Utifrån dessa kriterier kategoriserar internationella naturvårdsunionen IUCN arten som livskraftig (LC).